# Reglamento
Un reglamento es un documento que especifica una norma jurídica para regular todas las actividades de los miembros de una comunidad o sitio en general. Establecen bases para prevenir los conflictos que se puedan producir entre los individuos.
La aprobación corresponde tradicionalmente al poder ejecutivo, aunque los ordenamientos jurídicos actuales reconocen potestad reglamentaria a otros órganos del Estado.
Por lo tanto, según la mayoría de la doctrina jurídica, se trata de una de las fuentes del derecho, formando pues parte del ordenamiento jurídico. La titularidad de la potestad reglamentaria viene recogida en la Constitución. También se le conoce como reglamento a la colección ordenada de reglas o preceptos.
Los reglamentos son la consecuencia de las competencias propias que el ordenamiento jurídico concede a la Administración, mientras que las disposiciones del poder ejecutivo con fuerza de ley (decreto ley) tiene un carácter excepcional y suponen una verdadera sustitución del poder legislativo ordinario.
Un reglamento es un conjunto organizado de reglas de conducta, modos de proceder y derechos, todos ellos relacionados con los miembros de una comunidad, para regular situaciones y actividades específicas. De manera general un reglamento consta de las siguientes partes:
- Título breve y claro.
- Subtítulos organizados según grupos de personas, tipos de actividades, etapas de un procedimiento.
- Desarrollo de cada norma o derecho de manera clara y breve, se refiere a un solo contenido sin ambigüedades.

Identificaron de quiénes elaboran y usos tiene la vigencia del reglamento. 
Contenido y forma de un reglamento:
a) Cada norma debe estar claramente redactada y ser lo más breve posible. Si se acompaña de una consideración que la justifica, esta debe presentarse en un párrafo aparte para que el lector la entienda como un "paréntesis" al reglamento. 
b) Debe especificarse si se trata de una prohibición (algo no permitido), una permisión (sí permitido) o una prescripción (si permitido con ciertas condiciones). 
Por ejemplo: ￼
"Queda estrictamente prohibido consumir alimentos en el auditorio" (Prohibición). 
"La comunidad escolar dispone de tres tableros para colocar carteles, anuncios y otros documentos escritos" (Permisión). 
c) "En ocasiones, se agrupa en una sola norma lo que está prohibido o lo que está permitido. 
Por ejemplo: 
B. Durante la clase
1 Está prohibido 
a) Consumir alimentos
b) Utilizar celular o algún otro aparato de sonido; 
c) Expresar burla o descalificación hacia otro compañero; 
d) Arrojar basura fuera de los lugares destinados para ellos; 
2 está permitido
a)  Solicitar permiso para ir al baño (uno por vez, sin tardar mucho). 
b) Tomar agua. 
c) Cambiar de lugar, si es por algún motivo relacionado con la clase. 
d) Es importante que, antes de redactar un reglamento se decida el modo de enunciar las normas (pueden elegir una de las siguientes tres): 
- Uso de una forma impersonal o personal para dirigirse a los involucrados.
- Se podrá estacionar la bicicleta en los lugares asignados (impersonal).
- Podrás traer zapatos tenis únicamente los viernes (personal)

Consumir solo lo que se vende en la cafetería
- Uso de frases imperativas

Tira la basura en el bote. 
- Uso de verbos en futuro de indicativo

Llevarán los balones solo los viernes. 

## Historia

### Baja Edad Media
La Baja Edad Media es el periodo histórico en que comienza la pugna por el control y hegemonía de la producción normativa, que hasta entonces había sido bien dominio exclusivo del monarca, bien de asambleas de notables eclesiásticos, cortesanos, nobles, contando ya con representantes de las ciudades, empieza a reclamarla cierta participación y control sobre la producción normativa que lleva a cabo el rey. De esta manera, las asambleas tratarían de exigir al rey que contase con su consentimiento a la hora de llevar a cabo la elaboración de normas. Cabe destacar que en multitud de ocasiones, los estamentos presionaron al monarca para que este se comprometiera, de manera solemne, a no dictar nuevas disposiciones normativas sin su consentimiento previo, y a invalidar las que así hubieran sido emitidas y pese a que el rey solía aceptar tales compromisos, hay que señalar que históricamente, los incumplía con bastante frecuencia.
En sentido doctrinalmente opuesto, es en estos momentos cuando se produce la recepción del derecho romano imperial, que impulsaría a los monarcas a acaparar la totalidad del poder normativo, excluyendo cualquier tipo de asamblea en el proceso, y dejando la decisión, exclusivamente, en manos regias.
De esta manera, dependiendo de los acontecimientos históricos particulares de cada territorio, estos se decantarían hacia un extremo u otro. En muchos países, la situación desembocó en el absolutismo, de manera que el monarca, acorde a los principios del derecho romano imperial, ostentaba la totalidad del poder normativo, despojando a las asambleas de todo poder de decisión. Pese a ello, los tipos normativos diferenciados en función de su procedencia siguen manteniéndose, en parte por la asunción de facto que hizo el rey del poder de la asamblea, basada sencillamente en no reunirlas.
Excepcionalmente, un país, Inglaterra, seguiría un camino distinto, convirtiéndose así en una auténtica excepción. Aquí, el Parlamento conseguiría imponerse sobre la figura regia, llegando a consagrar, en 1689, la supremacía de la norma parlamentaria sobre el monarca, mediante la promulgación del Bill of Rights. El conflicto planteado con la casa de Tudor y los Estuardo terminaría dando la victoria al bando compuesto por el propio Parlamento y la judicatura, quedando la figura regia despojada del poder de suspender las leyes, o de dispensar de su cumplimiento.

### Revolución liberal
Con la aparición y consolidación de la ideología liberal, el modelo instaurado mayoritariamente en Europa (el absolutista) entrará en crisis. Frente al dominio monárquico total de la potestad normativa, comienza a afianzarse un modelo teórico inspirado en los principios opuestos, es decir, en el traslado de la potestad normativa al Parlamento, de manera excluyente
Pese a que históricamente se producen dos ramas evolutivas (la latina y la germánica), ambas coincidirán en asumir la necesidad de una potestad reglamentaria atribuida al ejecutivo, ante la incapacidad que un Parlamento tiene para desarrollar la tarea de emitir la inmensa cantidad de normas necesarias, de una manera mínimamente eficiente.

#### Sistema latino
En los casos de los países latinos (Francia, península itálica, etc.) se reintegrará al monarca la potestad reglamentaria de la que los principios liberales renegaban. No obstante, su potestad queda subordinada a la producción normativa que proceda del Parlamento, naciendo así una potestad reglamentaria jerárquicamente inferior a la potestad legislativa que ostentaba el Parlamento.
En el caso francés, la Revolución de 1789 supuso la desaparición radical y fulminante de la potestad reglamentaria. No obstante, en menos de diez años, el sistema volvió a conceder tal potestad al Gobierno, cuyo objetivo habría de ser la ejecución de las leyes.
En España se producirá una evolución semejante, solo que en un período menor. En tan solo un año, las Cortes de Cádiz pasaron de eliminar la potestad reglamentaria del ejecutivo a concederla en pro de la ejecución legal.
Pese a todo ello, a lo largo del siglo XIX se produce una evolución de la potestad reglamentaria que culminará con la aparición de nuevos tipos normativos, que en algunos casos, tendrán fuerza de ley. Así pues, en un primer momento aparecen los reglamentos de prerrogativa regia, dedicados a materias tales como la regulación de las colonias, de los títulos nobiliarios y la organización militar. Más tarde, se prescindirá, por la vía de los hechos, del requisito de autorización legal expresa para los reglamentos que busquen el desarrollo de la ley. Un tercer paso llega a darse con el surgimiento paulatino de reglamentos autónomos que no buscaban desarrollar una ley, sino regular aquello que no hubiera quedado bajo regulación legal. Finalmente, se atribuirá al Gobierno una potestad normativa que permitía emitir normas con fuerza de ley, tales como leyes de habilitación, delegación legislativa o decretos leyes.

#### Sistema germánico
Paralelamente al sistema de los países latinos, se desarrolla el llamado sistema germánico, perteneciente a la Confederación Germánica. En él, siguiendo las bases de la monarquía constitucional o limitada, se establece una relación horizontal entre la ley y el reglamento, de manera que la producción normativa se divide en función de la materia a reglar, produciéndose una distribución competencial en la que por ley se regula todo aquello relacionado con la libertad y la propiedad, y por reglamento todo lo demás.
Más tarde, alcanzando ya la década de 1880, el sistema germánico sufre un giro doctrinal a raíz de los postulados teóricos de Paul Laband y Georg Jellinek, según los cuales, toda aquella norma que incidiera en la esfera jurídica del súbdito debía tener la consideración material de ley, de manera que los reglamentos solo debían ser emitidos tras la expresa autorización legal del Parlamento, por vía de ley. La potestad reglamentaria quedaba así reducida a los reglamentos administrativos (referidos a la organización interna de la Administración pública) y al desarrollo de la ley, no pudiendo contradecir lo dispuesto por ésta, y perfilando así un principio de superioridad jerárquica de la ley sobre el reglamento.
Hay que señalar que los dos autores mencionados tuvieron un inmenso peso doctrinal en el desarrollo del derecho público alemán, con lo que la implementación de sus postulados se produjo sin grandes conflictos. De esta manera, el cambio sería aplicado tanto bajo la Constitución imperial de 1871 como bajo la Constitución de Weimar de 1919 y la Ley fundamental de Bonn. El desarrollo del sistema germánico, pese a nacer con un carácter marcadamente más autoritario que el latino, evolucionará hasta acercarse más que este al modelo liberal puro.

### A partir de la Segunda Guerra Mundial
Desde la segunda mitad del siglo XX se produce un incremento abrumador de normas, crecimiento sostenido mayoritariamente por la producción reglamentaria. La presencia del reglamento será proporcionalmente mayoritaria, hasta el extremo de arrinconar la producción legislativa en una pequeña porción del total de la producción normativa.
De igual manera, también se produce un aumento exponencial de los sujetos que gozan de potestad reglamentaria. De esta manera, ya no solo el Gobierno, sino también sus Ministros obtienen tal potestad, que llegará a ser atribuida incluso a órganos de jerarquía inferior a la del Ministerio.
En España, además, se produce un incremento de los sujetos con potestad reglamentaria debido a la proliferación de entes territoriales, que en casos como los de las comunidades autónomas supone a su vez una dispersión de la potestad a nivel interno, semejante al acontecido con respecto al poder central. Se podría decir que gracias a esto último, la dispersión subjetiva de la potestad reglamentaria central y autonómica crece en paralelo, con la consiguiente duplicación en el incremento de sujetos a los que se atribuye tal potestad.
Por otro lado, se produce un cambio radical en la visión residual que se tenía, durante todo el siglo XIX y principios del siglo XX, de la figura del reglamento. Los cambios políticos que afianzan el Estado democrático contemporáneo hacen que la Administración y sus órganos obtengan el reconocimiento de su legitimidad como entidad democrática. Por ello, su producción normativa gozará de una mejor percepción doctrinal, que pese a que sigue viendo en ella un riesgo potencial para el Estado de derecho, la admite en un sentido ordinario, excluyendo en todo caso el rechazo que históricamente ha despertado el reglamento en las teorías del Estado liberal.
Un reglamento es un conjunto organizado de reglas de conducta, modos de proceder y derechos, todos ellos relacionados con los miembros de una comunidad 

## Naturaleza jurídica
El problema que plantea la naturaleza jurídica de los reglamentos estriba en la determinación de si trata o no de actos administrativos en un sentido estricto. Para una parte de la doctrina el reglamento, como todo acto de la Administración Pública regulado por el derecho administrativo, es un acto administrativo debiendo distinguirse entre actos administrativos generales y singulares, encuadrando los reglamentos dentro de los primeros.
Otra parte de la doctrina se decanta por entender que aunque procede de la Administración, el reglamento no es un acto administrativo, y que su encuadramiento se encuentra dentro de las fuentes del derecho administrativo. Difieren ambas concepciones en el procedimiento para su elaboración, el órgano de que emanan, el comienzo de su eficacia y la legitimación para su impugnación.

## Límites de la potestad reglamentaria
El ejercicio de la potestad reglamentaria está sometido jurídicamente a límite que no deben ser violados. Estos límites derivan de una parte, del principio de reserva de ley y de otra de la propia naturaleza de los reglamentos administrativos en cuanto disposiciones subordinadas a la ley.

### Límites formales
- Competencia para dictar reglamentos

1. Jerarquía normativa

- Procedimiento para su elaboración, entre otros.

### Límites sustanciales
- Respeto a los principios generales del derecho, en especial la interdicción de la arbitrariedad
- Irretroactividad
- Materia reglamentaria

#### Inderogabilidad singular de los reglamentos
Las resoluciones administrativas de carácter particular no pueden vulnerar lo establecido en una disposición de carácter general aunque aquellas tengan igual o superior rango a estas.